# Hippopsis macrophthalma
Hippopsis macrophthalma är en skalbaggsart som beskrevs av Stefan von Breuning 1940. Hippopsis macrophthalma ingår i släktet Hippopsis och familjen långhorningar.
Artens utbredningsområde är:
- Guyana.
- Surinam.

Inga underarter finns listade i Catalogue of Life.